# Птичий (острів)
Пти́чий (рос. Птичий) — невеликий острів у затоці Петра Великого Японського моря. Знаходиться за 120 м на схід від острова Антипенка. Адміністративно належить до Хасанського району Приморського краю Росії.

## Географія
Острів видовженої з півночі на південь форми. Довжина острова становить 270 м, ширина всього 70 м. Береги скелясті, стрімкі, обмежовані кекурами Зуби дракона.